# Arquidiócesis de Santiago de los Caballeros
La arquidiócesis de Santiago de los Caballeros (en latín: Archidioecesis Sancti Iacobi Equitum) es una circunscripción eclesiástica de la Iglesia católica en la República Dominicana. Se trata de una arquidiócesis latina, sede metropolitana de la provincia eclesiástica de Santiago de los Caballeros. Desde el 7 de octubre de 2023 su arzobispo es Héctor Rafael Rodríguez Rodríguez, de los Misioneros del Sagrado Corazón.

## Territorio y organización

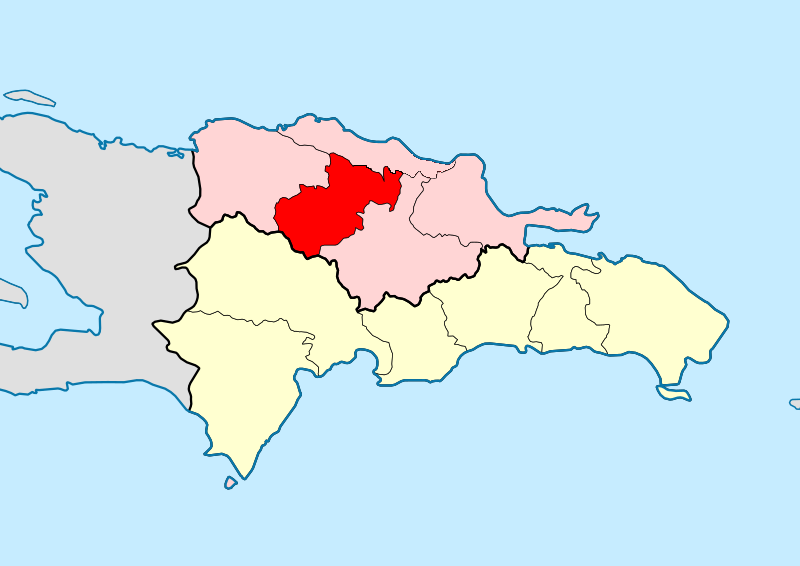
Mapa de la provincia eclesiástica de Santiago de los Caballeros

La arquidiócesis tiene 3633 km² y extiende su jurisdicción sobre los fieles católicos de rito latino residentes en la provincia de Santiago (excepto el distrito municipal de Pedro García); la provincia de Espaillat (excepto el municipio de Gaspar Hernández y los distritos municipales de Jamao al Norte y Joba Arriba); y la sección Arroyo del Toro de la provincia de Puerto Plata.
La sede de la arquidiócesis se encuentra en la ciudad de Santiago de los Caballeros, en donde se halla la Catedral de Santiago Apóstol.
La arquidiócesis tiene como sufragáneas a las diócesis de: La Vega, Mao-Monte Cristi, Puerto Plata y San Francisco de Macorís.
En 2022 en la arquidiócesis existían 108 parroquias agrupadas en 9 zonas pastorales. Es además la encargada de regir la Pontificia Universidad Católica Madre y Maestra.

## Historia
La diócesis de Santiago de los Caballeros fue erigida el 25 de septiembre de 1953 mediante la bula Si magna et excelsa del papa Pío XII, obteniendo el territorio de la arquidiócesis de Santo Domingo, de la que originalmente era sufragánea.
Hasta 1956 fue administrada por Octavio Antonio Beras Rojas, quien era arzobispo coadjutor de Santo Domingo, cuando fue nombrado su primer obispo Hugo Eduardo Polanco Brito.
El 16 de enero de 1978 cedió una porción de su territorio para la erección de la diócesis de Mao-Monte Cristi mediante la bula Studiosi instar del papa Pablo VI y en la misma ocasión la provincia de Salcedo (desde noviembre de 2007 llamada provincia de Hermanas Mirabal) pasó a la diócesis de La Vega.
El 14 de febrero de 1994 fue elevada al rango de arquidiócesis metropolitana mediante la bula Sollicitam sane curam del papa Juan Pablo II. Su primer arzobispo fue Juan Antonio Flores Santana.
El 16 de diciembre de 1996 cedió otra porción de su territorio para la erección de la diócesis de Puerto Plata mediante la bula Venerabilis Frater del papa Juan Pablo II.

## Estadísticas
Según el Anuario Pontificio 2023 la arquidiócesis tenía a fines de 2022 un total de 1 124 000 fieles bautizados.
| Año                                                                             | Población            | Población | Población      | Sacerdotes | Sacerdotes    | Sacerdotes    | Bautizados por sacerdote | Diáconos permanentes | Religiosos | Religiosos | Parroquias |
| Año                                                                             | Bautizados católicos | Total     | % de católicos | Total      | Clero secular | Clero regular | Bautizados por sacerdote | Diáconos permanentes | Varones    | Mujeres    | Parroquias |
| ------------------------------------------------------------------------------- | -------------------- | --------- | -------------- | ---------- | ------------- | ------------- | ------------------------ | -------------------- | ---------- | ---------- | ---------- |
| 1964                                                                            | 872 928              | 882 928   | 98.9           | 94         | 33            | 61            | 9286                     |                      | 72         | 253        | 32         |
| 1970                                                                            | 1 025 452            | 1 047 683 | 97.9           | 87         | 28            | 59            | 11 786                   |                      | 76         | 312        | 37         |
| 1976                                                                            | 1 184 000            | 1 209 631 | 97.9           | 107        | 40            | 67            | 11 065                   | 7                    | 119        | 270        | 44         |
| 1980                                                                            | 853 046              | 877 933   | 97.2           | 75         | 38            | 37            | 11 373                   | 20                   | 70         | 242        | 30         |
| 1990                                                                            | 932 200              | 1 100 432 | 84.7           | 86         | 43            | 43            | 10 839                   | 59                   | 50         | 149        | 36         |
| 1999                                                                            | 789 000              | 876 753   | 90.0           | 91         | 44            | 47            | 8670                     | 74                   | 56         | 79         | 66         |
| 2000                                                                            | 789 000              | 876 753   | 90.0           | 75         | 42            | 33            | 10 520                   | 103                  | 42         | 79         | 70         |
| 2001                                                                            | 789 000              | 920 000   | 85.8           | 98         | 54            | 44            | 8051                     | 96                   | 63         | 97         | 79         |
| 2002                                                                            | 789 000              | 966 000   | 81.7           | 83         | 54            | 29            | 9506                     | 97                   | 46         | 109        | 82         |
| 2003                                                                            | 662 000              | 810 462   | 81.7           | 93         | 54            | 39            | 7118                     | 100                  | 52         | 86         | 86         |
| 2004                                                                            | 870 635              | 1 065 886 | 81.7           | 95         | 52            | 43            | 9164                     | 109                  | 63         | 153        | 86         |
| 2014                                                                            | 1 118 000            | 1 336 000 | 83.7           | 125        | 74            | 51            | 8944                     | 132                  | 136        | 214        | 89         |
| 2017                                                                            | 1 150 850            | 1 374 965 | 83.7           | 137        | 81            | 56            | 8400                     | 140                  | 148        | 198        | 96         |
| 2020                                                                            | 1 182 400            | 1 412 500 | 83.7           | 165        | 119           | 46            | 7166                     | 121                  | 66         | 188        | 108        |
| 2022                                                                            | 1 124 000            | 1 343 000 | 83.7           | 127        | 81            | 46            | 8850                     | 121                  | 111        | 208        | 108        |
| Fuente: Catholic-Hierarchy, que a su vez toma los datos del Anuario Pontificio. |                      |           |                |            |               |               |                          |                      |            |            |            |

## Episcopologio
| Foto | Escudo | Nombre                                    | Período                                                                                    |
| ---- | ------ | ----------------------------------------- | ------------------------------------------------------------------------------------------ |
|      |        | Hugo Eduardo Polanco Brito †              | 22 de julio de 1956-14 de marzo de 1966 nombrado administrador apostólico de Santo Domingo |
|      |        | Roque Antonio Adames Rodríguez †          | 14 de marzo de 1966-22 de abril de 1992 renunció                                           |
|      |        | Juan Antonio Flores Santana †             | 13 de julio de 1992-16 de julio de 2003 retirado                                           |
|      |        | Ramón Benito de la Rosa y Carpio          | 16 de julio de 2003-23 de febrero de 2015 retirado                                         |
|      |        | Freddy Antonio de Jesús Bretón Martínez   | 23 de febrero de 2015-7 de octubre de 2023 retirado                                        |
|      |        | Héctor Rafael Rodríguez Rodríguez, M.S.C. | Desde el 7 de octubre de 2023                                                              |